# Jean-Pierre Chevènement
Jean-Pierre Chevènement (Belfort, 9 marzo 1939) è un politico francese.
In Francia, è noto come "le Che" (da pronunciare "Scé"), vista l'assonanza con il nome di Che Guevara. Cofondatore e fino al 1991 membro del Partito Socialista (PS) e fondatore del Movimento dei cittadini (Mouvement des citoyens). Dal 26 gennaio del 2003 è presidente onorario del Movimento Repubblicano e Cittadino (MRC), erede del Movimento dei cittadini, divenendone presidente effettivo il 22 giugno 2008. Di nuovo presidente d'onore dal 27 giugno 2010, si dimette il 15 giugno 2015 e lascia il movimento. È presidente della fondazione Res Publica e del think tank République moderne.

## Carriera politica

### Segretario del CERES
Allievo dell'École nationale d'administration (ENA), funzionario dell'amministrazione finanziaria, aderisce alla SFIO (il vecchio Partito Socialista francese) nel 1964. Dal 1965 al 1971 è segretario generale del CERES, l'ala a sinistra dei socialisti. Nel 1971 si schiera con François Mitterrand al congresso di Épinay, nel corso del quale il futuro presidente della Repubblica prende in mano il Partito Socialista (PS). Chevènement è membro della segreteria nazionale del partito dal 1971 al 1975 e dal 1979 al 1981.

### Mandati parlamentari
Nel corso della sua carriera politica è costantemente rieletto deputato dal 1973 fino alle legislative del 2002, nelle quali per un pugno di voti non riesce a riconquistare il seggio. Si ripresenta alle elezioni legislative del 2007, ed è nuovamente battuto. Candidato alle elezioni senatoriali del 21 settembre 2008, è eletto per un mandato di sei anni. Dal 6 ottobre 2011 al 1º ottobre 2014 è vice presidente della commissione Esteri e Difesa del Senato.

### Ministro con Mitterrand
Dopo l'elezione di François Mitterrand alla presidenza della Repubblica il 10 maggio 1981, viene nominato ministro di Stato, ministro della ricerca e dell'industria nei governi di Pierre Mauroy. Si dimette nel 1983, per protestare contro l'involuzione in direzione liberale della linea di governo. Dal 1984 al 1986 è ministro dell'educazione nazionale nel governo di Laurent Fabius. Dal 1988 è ministro della difesa nel governo di Michel Rocard, ma si dimette il 29 gennaio del 1991 per protestare contro l'impegno delle truppe francesi nella guerra contro l'Iraq.

### Fondatore del Movimento dei Cittadini
Nel 1993 lascia anche il PS e nello stesso anno fa del Movimento dei Cittadini (organizzazione da lui fondata nel 1992) un partito politico, cui assume la presidenza. Il 15 giugno 2015 rende pubblica la sua decisione di lasciare la formazione da lui fondata, che nel frattempo ha assunto la denominazione di Movimento Repubblicano e Cittadino.
Al referendum sulla ratifica del trattato di Maastricht del settembre del 1992 Chevènement si schiera con i sostenitori nel "no" e in questo periodo matura la propria ideologia politica spostandosi su posizioni meno progressiste: ormai viene chiamato il "gollista rosso" e infatti il "Che" non ha mai fatto mistero della sua ammirazione nei riguardi di uno dei pesi massimi del gollismo, ovvero l'ex primo ministro Michel Debré.

### Ministro dell'interno con Chirac
Dal 1997 è ministro dell'Interno nel governo di Lionel Jospin. La nomina di Chevènement a un dicastero così importante non è dovuta tanto al peso politico del suo partito, che è piuttosto modesto, ma alla circostanza che, trattandosi di un governo di coabitazione, la nomina di un rappresentante dell'ala moderata dello schieramento progressista rappresenta un segnale di distensione nei riguardi del presidente della Repubblica Jacques Chirac, con il quale il primo ministro socialista sarà costretto a coabitare per cinque anni.
Tra le principali realizzazioni di Chevènement, una legge in materia di autonomie locali che introduce una nuova autorità sovracomunale: 'la comunità di agglomerazione', che va ad affiancarsi a quella a regime dal 1967 della comunità urbana (che riguarda solo le aree metropolitane di grandi dimensioni). La legge avrà un'applicazione a macchia d'olio, e ormai in Francia tutte le città medio-grandi hanno costituito delle comunità di agglomerazione insieme ai comuni contermini, con il risultato di raggiungere un notevole snellimento decisionale e anche un risparmio di risorse economiche.

### La malattia e le dimissioni
Nel settembre del 1998, è costretto a cedere temporaneamente la guida del ministero dell'interno a un collega di governo a causa di gravi problemi di salute, dai quali si riprenderà quasi miracolosamente. Tornato al governo dopo quattro mesi, si dimette nel 2000 perché in dissenso con la scelta di Lionel Jospin, ratificata con gli accordi di Matignon, di riconoscere i movimenti nazionalisti còrsi, senza che questi avessero rinunciato espressamente al ricorso alla violenza

### Candidato alle presidenziali del 2002
È candidato alle elezioni presidenziali del 2002, prendendo il 5,3% dei voti. La sua partecipazione alle presidenziali sarà una delle cause principali dell'erosione di consensi ai danni del candidato socialista Lionel Jospin: quest'ultimo, infatti, arriverà terzo e non riuscirà a entrare nel ballottaggio, che avrà come contendenti il candidato dell'estrema destra Jean-Marie Le Pen (Fronte Nazionale) e quello del centrodestra Jacques Chirac, con la vittoria di quest'ultimo.
In vista delle presidenziali del 2007 è stato tentato dalla possibilità di presentarsi nuovamente al giudizio degli elettori, ma alla fine ha deciso di appoggiare la candidata socialista all'Eliseo Ségolène Royal. Il 1º febbraio 2012 rende nota la sua decisione di non candidarsi alle presidenziali del 2012.

### Mandati locali
Presidente del Consiglio regionale della Franca Contea (1981-1982), sindaco di Belfort dal 1983 al 1997, è rieletto primo cittadino nel 2001, ma si dimette il 18 giugno 2007 all'indomani delle elezioni legislative che lo vedono di nuovo battuto.

## Incarichi diplomatici
Nel settembre 2012, è nominato dal ministro degli Affari esteri, Laurent Fabius, rappresentante speciale per la Russia nel quadro della "diplomazia economica" del ministero.

## Prese di posizione
Senza destare troppe sorprese, al referendum sulla Costituzione europea del maggio del 2005 Chevènement si è schierato dalla parte del fronte contrario alla ratifica, che ha poi prevalso con il 54,68% dei voti.